# Bantz J. Craddock
Bantz John Craddock (nacido en 1950) es un general del Ejército de los Estados Unidos. Ocupó los cargos de comandante del Mando Europeo de los Estados Unidos y de comandante supremo aliado en Europa de la OTAN.

## Biografía
Graduado en la Universidad de Virginia Occidental, realizó sus primeros servicios con las tropas estadounidenses desplegadas en Alemania, dentro de una unidad de blindados. Más tarde se le destinó a Fort Knox, en Kentucky. 
En 1981 fue destinado al proyecto del carro de combate M1 Abrams en Warren, Míchigan. Participó en la operación de Estados Unidos en Kosovo y en la guerra del Golfo.
De 2002 a 2004 fue asesor del secretario de Defensa Donald Rumsfeld.
En 2006 fue propuesto por Estados Unidos para ser  comandante supremo aliado en Europa, dando la OTAN su plácet el 13 de julio. Su anterior destino era comandante del Comando Sur desde el 19 de noviembre de 2004, cuya área de responsabilidad es América del Sur y América Central. Craddock fue criticado mientras ocupó este cargo debido a su defensa del comandante de la Base Militar de Guantánamo en Cuba, aunque abrió una investigación tras recibir denuncias sobre abusos a los prisioneros.
En 2006 también hizo una visita guiada en Paraguay en donde estuvo presente en el Centro de Institutos Militares de Operaciones Especiales (CIMOE), ubicado en Cerrito, Bajo Chaco, asiento también de las Tropas Especiales. Para hacer unos ejercicios multinacionales antiterroristas.